# آسلا
آسلا (به لاتین: Asella) یک شهرک در اتیوپی است که در منطقه اورومیا واقع شده‌است. آسلا ۱۱۰٬۰۸۸ نفر جمعیت دارد و ۲٬۴۳۰ متر بالاتر از سطح دریا واقع شده‌است.